# Вудвілл (Мен)
Вудвілл (англ. Woodville) — місто (англ. town) в США, в окрузі Пенобскот штату Мен. Населення — 201 особа (2020).

## Демографія
Згідно з переписом 2010 року, у місті мешкало 248 осіб у 100 домогосподарствах у складі 78 родин. Було 137 помешкань
Расовий склад населення:
| - 98,4 % — білих |

До двох чи більше рас належало 1,6 %. Частка іспаномовних становила 0,0 % від усіх жителів.
За віковим діапазоном населення розподілялося таким чином: 23,0 % — особи молодші 18 років, 66,5 % — особи у віці 18—64 років, 10,5 % — особи у віці 65 років та старші. Медіана віку мешканця становила 44,8 року. На 100 осіб жіночої статі у місті припадало 110,2 чоловіків;  на 100 жінок у віці від 18 років та старших — 107,6 чоловіків також старших 18 років.
Середній дохід на одне домашнє господарство  становив 43 521 долар США (медіана — 37 054), а середній дохід на одну сім'ю — 44 779 доларів (медіана — 37 019). Медіана доходів становила 45 781 долар для чоловіків та 28 125 доларів для жінок. За межею бідності перебувало 22,9 % осіб, у тому числі 27,3 % дітей у віці до 18 років та 0,0 % осіб у віці 65 років та старших.
Цивільне працевлаштоване населення становило 118 осіб. Основні галузі зайнятості: освіта, охорона здоров'я та соціальна допомога — 27,1 %, будівництво — 12,7 %, роздрібна торгівля — 11,0 %.